# Сесай, Ола
Ола Сесай (англ. Ola Sesay; 30 мая 1979, Фритаун) — легкоатлетка, специализирующаяся в прыжках в длину и представляющая на международных стартах Сьерра-Леоне. Участница Олимпийских игр.

## Биография
Впервые в соревнованиях высшего уровня выступила на чемпионате мира 2009 года в Берлине. В квалификации она показала результат 6.23 и заняла 27-е место, опередив десять спортсменок.
В 2010 году, на Играх Содружества в Дели заняла пятое место, прыгнув на 6.30. Победительнице она проиграла всего 20 сантиметров, а бронзовому призеру — 14.
В 2011 году выступала на чемпионате мира в Корее. Там она в лучшей попытке не смогла преодолеть шестиметровую отметку, и с результатом 5.94 заняла 32-е место, обойдя всего четырёх спортсменок.
Во время церемонии открытия Олимпиады в Лондоне Ола Сесай была знаменосцем своей сборной. На соревнованиях прыгуний в длину Сесай в лучшей квалификационной попытке показала результат 6.22, что стало 23-м результатом и не дало ей возможности продолжать борьбу в финале.